# Railjet
Railjet es un servicio ferroviario de alta velocidad europeo operado por las compañías ferroviarias públicas austríaca, Österreichische Bundesbahnen (Ferrocarriles Federales Austríacos, ÖBB), y checa, České dráhy (Ferrocarriles checos, ČD). Alcanza los 230 km/h de velocidad máxima, y es el servicio ferroviario de mayor categoría de Austria. Desde su puesta en servicio en diciembre de 2008, se ha ido extendiendo la red de destinos atendidos, existiendo rutas que recorren íntegramente trayectos internos en Austria, y otros servicios que conectan a ciudades austríacas con Alemania, Eslovaquia, Hungría, Italia, República Checa o Suiza. Se denominan como Railjet Express (RJX) para los servicios más rápidos o Railjet (RJ) para los servicios con paradas adicionales.

## Historia
A pesar de que la inmensa mayoría de operadores adquieren automotores eléctricos para prestar sus servicios de alta velocidad, ÖBB optó por composiciones de coches de viajeros que pudieran ser remolcados por su flota de locomotoras EuroSprinter Taurus como vía para mejorar los servicios ferroviarios de larga distancia en Austria.
En febrero de 2006, 9 meses después de recibir las diferentes ofertas propuestas por los fabricantes, ÖBB adjudicó el contrato a Siemens para construir 23 composiciones formadas por 7 coches cada una, al concluir que el diseño de los coches propuesto por Siemens era el que mejor se adaptaba para el futuro servicio, además de ser el menos costoso. En septiembre de 2007 Siemens recibió una orden de ampliación del pedido, solicitando ÖBB 44 composiciones adicionales, que resultaba en un total de 469 coches de viajeros, por un montante de 798 millones de euros.
En septiembre de 2011 la checa ČD concertó con Siemens un contrato de 16 composiciones de Railjet que inicialmente iban a formar parte de un pedido para la austríaca ÖBB. Sin embargo, meses después del acuerdo, České dráhy decide cancelar el pedido inicial de las 16 composiciones, que en agosto de 2012 queda enmendado bajo un nuevo acuerdo para un pedido, en esta ocasión más reducido, de un total de 7 composiciones. Esto fue debido a un replanteamiento de los servicios a los que iban a ser destinados estas composiciones, que en un inicio se iban a dedicar a servicios Hamburgo - Berlín - Praga - Viena - Graz, pero finalmente quedaron reducidos a la ruta Praga - Viena - Graz.

## Rutas

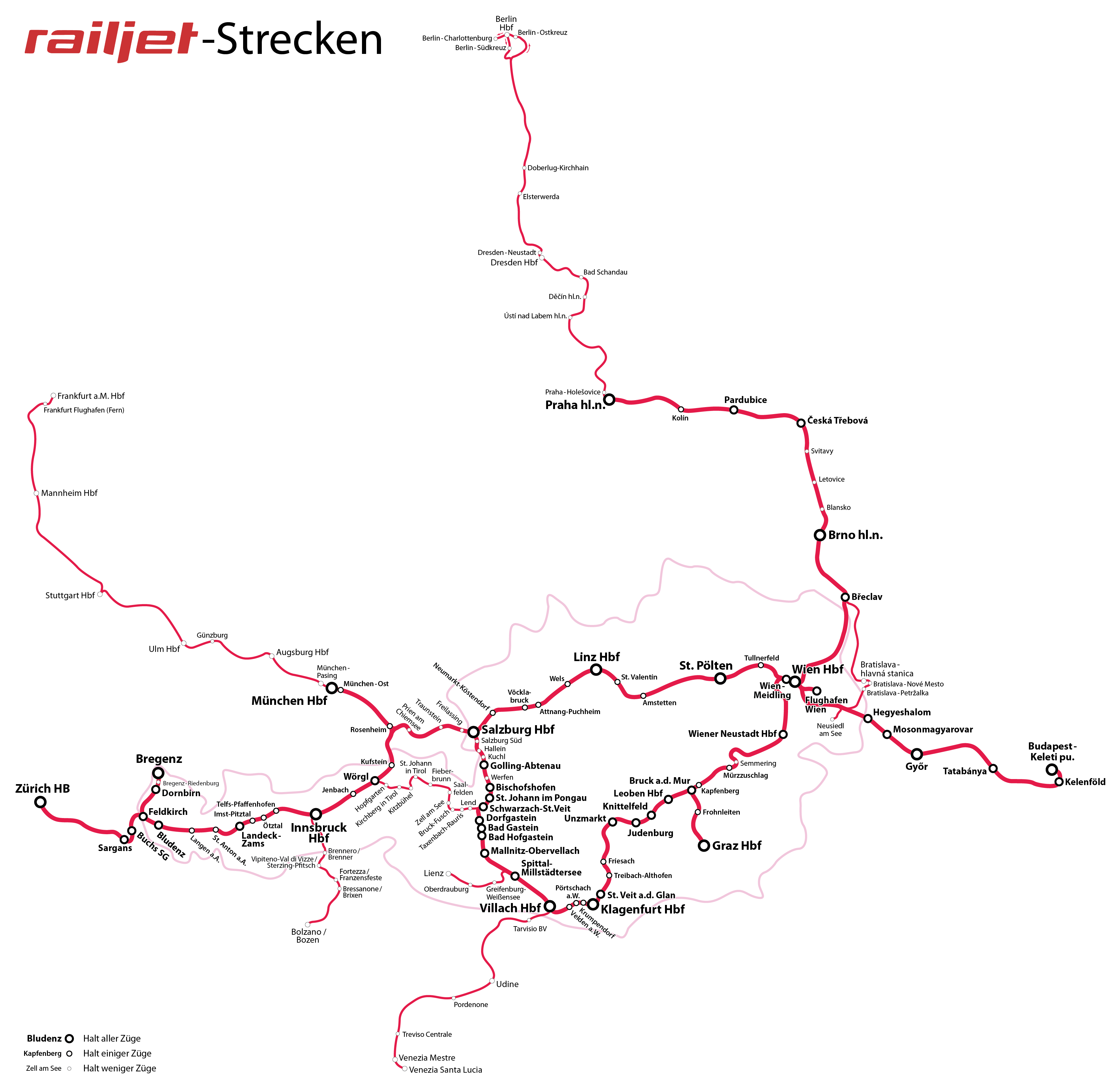
Rutas Railjet en diciembre de 2018

Los principales itinerarios cubiertos con servicios Railjet son los siguientes:
- (Budapest-Keleti -) Viena Hbf - Linz Hbf - Salzburgo Hbf - Múnich Hbf (- Fráncfort).
- (Aeropuerto de Viena -) Viena Hbf - Linz Hbf - Salzburgo Hbf - Innsbruck Hbf (- Bregenz/Zúrich Hbf).
- Viena Hbf - Klagenfurt Hbf - Villach Hbf (- Venecia Santa Lucia).
- Praga hlavní nádraží - Brno - Viena Hbf - Graz Hbf. Esta ruta se opera con las composiciones tanto de ÖBB como de České dráhy. Del total de las ramas necesarias para prestar el servicio, el 70% son de ČD y el 30% restante de ÖBB.

Desde diciembre de 2018 los Railjet que cubren los servicios semidirectos entre Salzburgo y Viena fueron denominados Railjet Express (RJX), efectuando parada únicamente en Linz y Sankt Pölten, para distinguirlos del resto de servicios que cuentan con paradas intermedias en Vöcklabruck, Attnang-Puchheim, Wels, Sankt Valentin, Amstetten y Tullnerfeld.